# لي باي بكفرد (تشيشير)
لي باي بكفرد (بالإنجليزية: Lea-by-Backford)‏ هي قرية و أبرشية مدنية تقع في المملكة المتحدة في إنجلترا.  يقدر عدد سكانها بـ 191 نسمة .